# Forza Motorsport 3
A Forza Motorsport 3 egy autóverseny-szimulátor, melyet a Turn 10 Studios fejlesztett és a Microsoft Game Studios adott ki. A program 2009. október 23-án jelent meg, kizárólag Xbox 360 konzolra.

## Játékmenet
A Forza Motorsport 3 alapvetően egy szimulátor. A játékmenet két fő részből áll: egy bajnokságból, és a szimpla kupákból (tulajdonképpen utóbbiak is egyfajta mini bajnokságok, hiszen egy-egy ilyen kupa több versenyből áll, és csak az összes teljesítése után abszolválható maga a sorozat). Ezek leginkább gyakorlásra, valamint pénz és tapasztalati pont gyűjtésére alkalmasak.
A játékmódokat tekintve vannak sima körversenyek, oválpályán futó versenyek, gyorsulási futamok, szakaszversenyek és hosszútávú teljesítményversenyek egyaránt.

## Autók
A Forza 3-ban összesen 53 autógyártó 408 modelljét lehet kipróbálni. Ezek között megtalálható a hétköznapi, átlagos utcai autóktól elkezdve (pl. Renault, Peugeot, Ford stb.) a komoly sport- vagy izomautókon át a legegzotikusabb modellekig (pl. Bugatti Veyron, Audi R8, Le Mans-i prototípusok stb.) minden. A kocsik összesen 10 kategóriára vannak osztva (F-E-D-C-B-A, S, R3-R2-R1): az 'F' a leggyengébbeket jelöli, míg az 'R1' a legdurvább gépszörnyeket. Az autók besorolásának más szempontból is jelentősége van, egyrészt minél magasabb osztályba tartozik egy jármű, annál drágább, másrészt pedig a versenyszériák is ezen kategóriák mentén vannak csoportosítva.
A megvásárolt (és megnyert) autók tuningolására is lehetőség nyílik, mind teljesítmény tekintetében, mind pedig vizuális téren. Mindkét terület részletesen ki van dolgozva: a teljesítménytuning az autó bármely részét érintheti, kezdve a motordugattyúktól egészen a felfüggesztésig, ugyanakkor arra is van lehetőség, hogy a gép automatikusan fejlessze autónkat. A vizuális tuning szintén sokrétű: számos szín és matrica közül lehet választani, ráadásul minden minta teljesen testre szabható (mozgatás, forgatás, nyújtás, méretváltoztatás stb.).

## Pályák
22 pálya szerepel a játékban, de - köszönhetően egy-egy helyszín többféle vonalvezetésének - összesen 102 különböző aszfaltcsíkon lehet harcba szállni a győzelemért. A helyszínek között megtalálható számos ismert, és kevésbé ismert pálya, mint például Silverstone, Le Mans-ban, a híres-hírhedt Nordschleife, vagy éppen Suzuka.

## Letölthető tartalmak
A játékhoz eddig összesen három DLC (downloadable content = letölthető tartalom) jelent meg. Az első, a "Motorsports Legends Car Pack" névre keresztelt csomag 10 új autót és 2 új pályát tartalmazott. A második, a "Hyundai Genesis Coupe" a névadó autó 3 változatát implementálta a játékba. A harmadik DLC, a "Hot Holidays" csomag szintén néhány új autót tartalmazott. Az első két DLC ingyenes, míg a 3. már fizetős.
A játékot hamarosan újra kiadják Forza Motorsport 3: Ultimate Edition néven, ez a kiadás pedig magában foglalja majd az összes eddig megjelent letölthető tartalmat, sőt, azokon felül egy teljesen újat is, amely néhány új autó mellett a Top Gear tesztpályáját és emblematikus figuráját, Stiget fogja tartalmazni.

## Fogadtatás
A játék remek kritikákat kapott, a világ vezető gamer magazinjai mind 80-90% körüli, vagy afölötti értékelésekkel illették a programot. A két legnagyobb, játékok értékelésének összesítésével foglalkozó weboldal adatai alapján:
- GameRankings Archiválva 2012. június 2-i dátummal a Wayback Machine-ben: 92,13% (66 értékelés alapján)
- MetaCritic: 92% (90 értékelés alapján)